# Borschemich
Borschemich war ein zur Stadt Erkelenz gehörendes Dorf im Kreis Heinsberg in Nordrhein-Westfalen. Der Ort lag im Abbaugebiet des Tagebaus Garzweiler und wich diesem schrittweise bis 2017, da 2018 auf seinem Gebiet die Braunkohleförderung begann. Die Umsiedlung der Bewohner begann 2007 und erfolgte nach Borschemich (neu), das jetzt ein neuer nördlicher Stadtteil von Erkelenz westlich von Mennekrath ist.

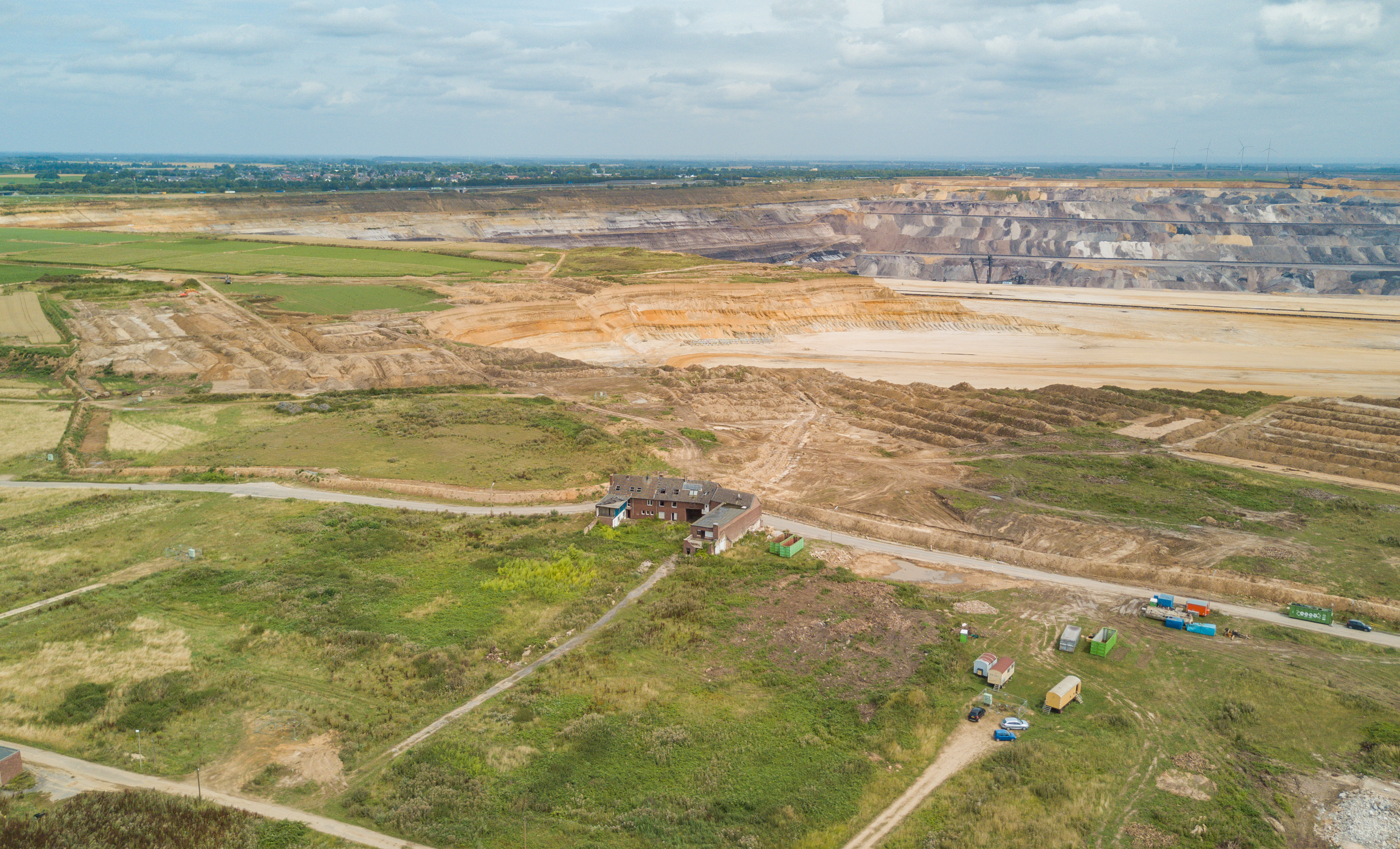
Blick auf die Ortslage von Borschemich von West nach Ost, im Vordergrund die letzten Gebäude des Ortes (2017)

## Geographie

### Geographische Lage

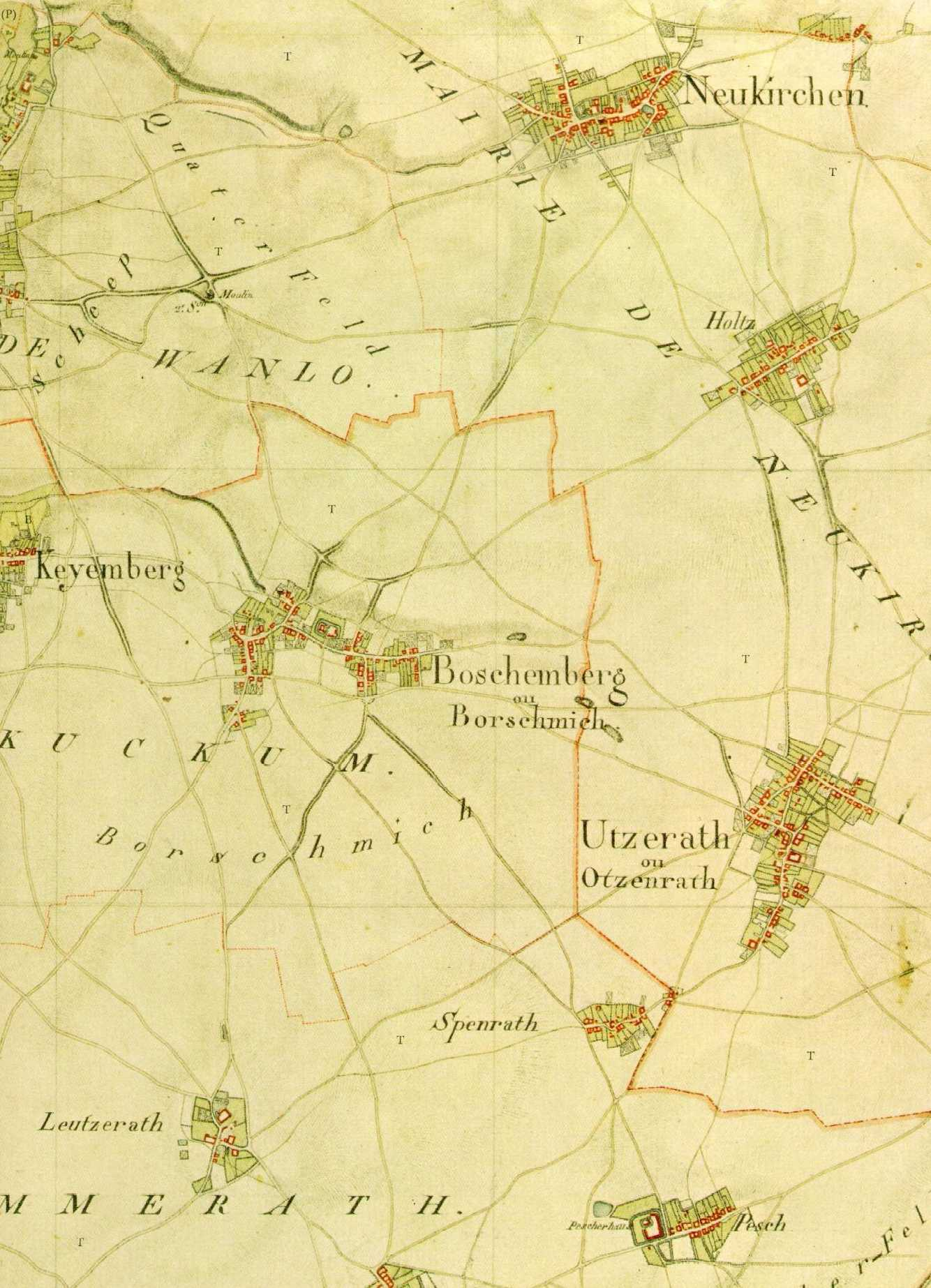
Borschemich und Nachbarorte auf der Tranchotkarte um 1806

Im Nordosten liegt der Jüchener Ortsteil Hochneukirch. Im Norden lag früher Alt-Holz, im Südosten lagen die Orte Alt-Otzenrath und Alt-Spenrath, die dem Tagebau 2011 und 2013 weichen mussten. Im Süden lagen Immerath und der Weiler Lützerath, im Westen liegt Alt-Keyenberg und im Nordwesten Mönchengladbach-Wanlo. Alle Nachbarorte außer Wanlo und Hochneukirch lagen ebenfalls im Abbaugebiet des Tagebau Garzweiler und sollten somit auch devastiert werden, der Kohleausstieg 2030 verhinderte den Abriss von Alt-Keyenberg, so dass es jetzt mit Keyenberg (neu) zwei Orte dieses Namens gibt.

### Flächengröße
Die ehemalige Spezialgemeinde Borschemich hatte 1970 eine Fläche von 5,18 Quadratkilometer.

### Gewässer
Die Köhm floss in West-Ost-Richtung und mündete in die Niers. Sie war nur nach starken Regenfällen und zur Schneeschmelze ein fließendes Gewässer. Vom Ortseingang in Borschemich aus Richtung Alt-Otzenrath war die Köhm entlang der St.-Martinus-Straße kanalisiert und floss erst wieder ab der Marienstiftstraße neben dem Pfarrhaus offen weiter in Richtung Keyenberg zur späteren Mündung in die Niers.

### Geologie
Im Untergrund liegen Sande, Kiese und Braunkohleflöze aus dem Tertiär.

### Ortsnamen
Als Birsmiki wurde der Ort erstmals im Jahr 898 urkundlich erwähnt. 1396 erschien der Name als Bursmich, 1618 als Borschemich.
Die Deutung des Ortsnamens ist nicht eindeutig zu klären. Das Grundwort -mich bedeutet Bach und könnte auf die Köhm hinweisen, die im frühen Mittelalter ein stärkeres Gewässer war.

## Geschichte

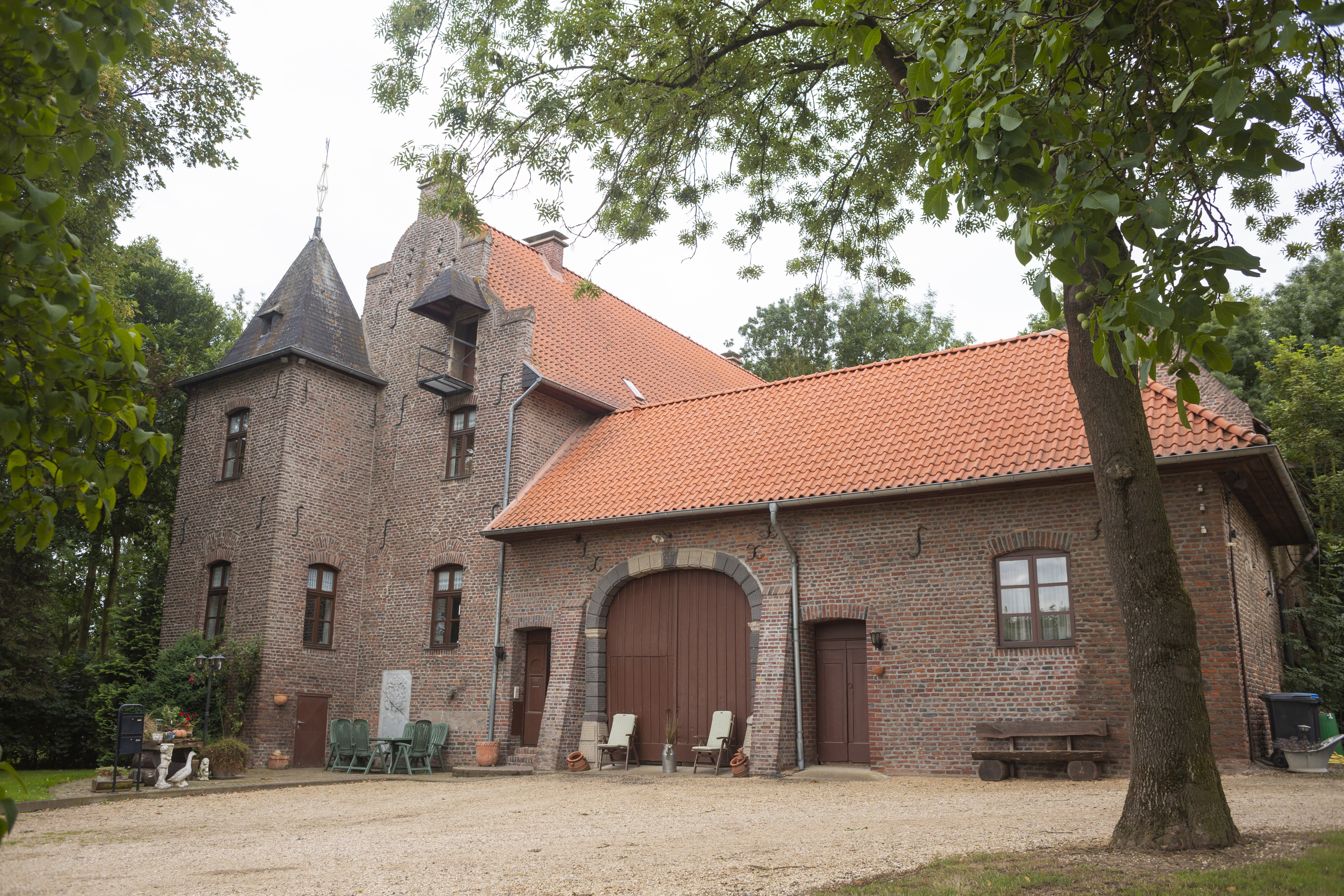
Haus Paland

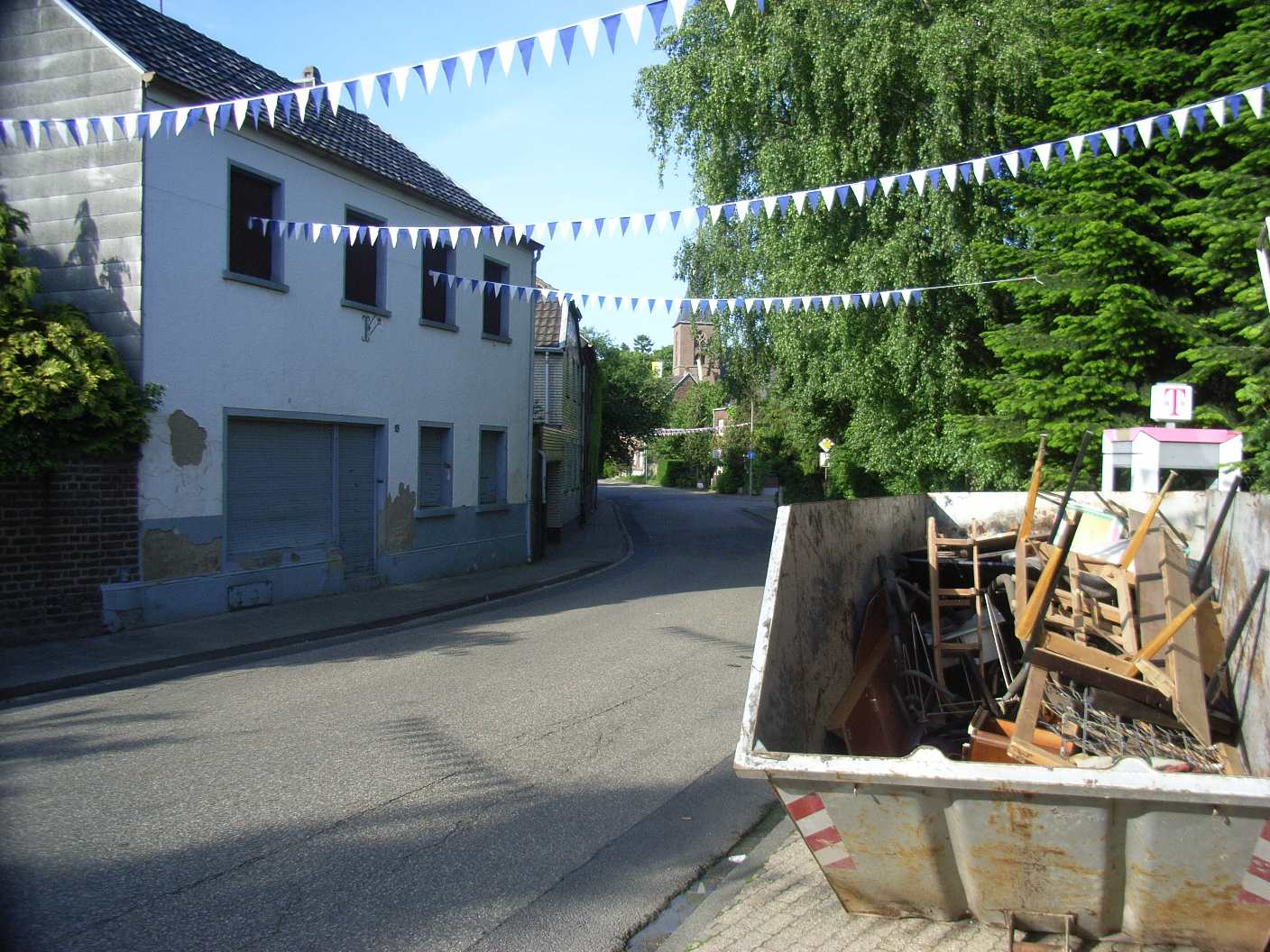
Verlassene Häuser im Ortskern

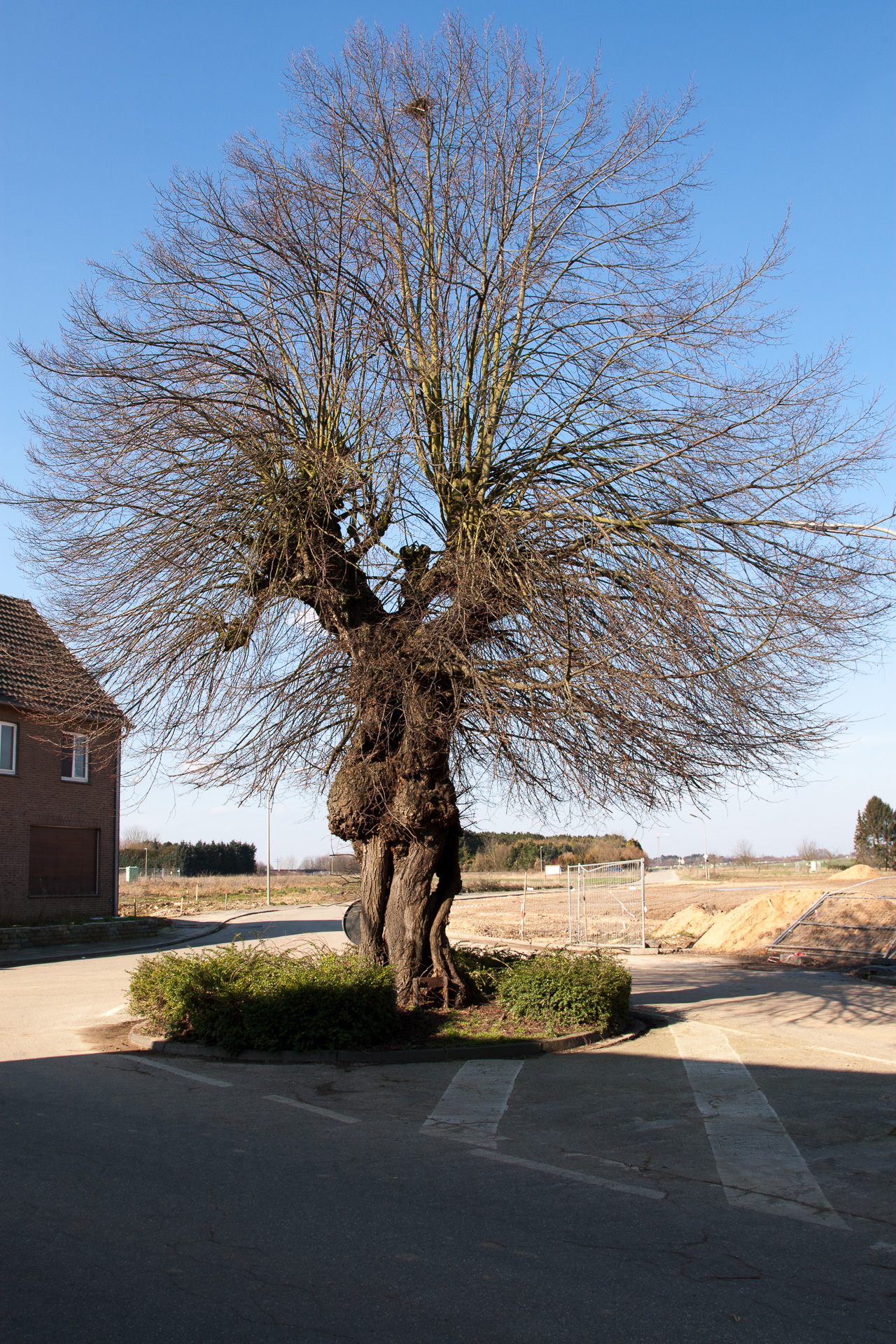
Dorflinde am Tag der Fällung

Archäologen haben um 2013 im Vorfeld des Tagebaues Garzweiler aus der römischen Epoche der Germania inferior eine villa rustica und vier Brandgräber ausgegraben. Die Gräber wiesen bedeutende Funde auf: Reste einer Chalzedonschale, bronzenes Waschservice und Götterdarstellungen auf einem mit Schildpatt ummantelten Kästchen.
898 schenkte König Zwentibold von Lothringen dem Stift Essen ein Königsgut in Borschemich.
Weitere geistliche Institutionen besaßen in Borschemich Höfe: das Stift Kaiserswerth, das Stift St. Maria im Kapitol in Köln und die Benediktiner-Abtei Gladbach (Mönchengladbach).
Im Ort war ein Rittergeschlecht begütert. Erstmals wurde es 1239 als von Birsmich erwähnt. 1289 war der Ritter Gottschalk von Birsmich Gerichtsherr. Um 1400 starb dieses Geschlecht aus. Bis 1837 befand sich das Rittergut Haus Borschemich in adeligem Besitz.
Im 13./14. Jahrhundert gelangte Borschemich an das Herzogtum Jülich. Zunächst bildete das Dorf mit dem benachbarten Holz die Dingbank Borschemich, die dem Amt Grevenbroich unterstand. 1500 besaß das Gericht Borschemich ein eigenes Schöffensiegel, auf dem der Heilige Martin als Reiter mit Bettler abgebildet war.
1554/55 wurde Borschemich in den Dingstuhl Otzenrath eingegliedert. 1586 hatten die Einwohner unter dem Einfall spanischer Truppen im Truchsessischen Krieg zu leiden.
1794 wurde Borschemich in die französische Mairie Kuckum (Kanton Erkelenz) eingemeindet.
1816 wurde Borschemich Bestandteil der preußischen Bürgermeisterei Keyenberg im Landkreis Erkelenz. 
1848 wurde Borschemich innerhalb dieser Bürgermeisterei Spezialgemeinde.
1935 wurde die Bürgermeisterei aufgelöst und dem neuen Amt Holzweiler zugeschlagen.
Am 27. Februar 1945 nahmen während der Operation Grenade US-amerikanische Soldaten des 175. Regiments der 29. US-Infanterie Division das Dorf ein.
Am 1. Januar 1972 wurde Borschemich aufgrund des Neugliederungsgesetzes Aachen vom 21. Dezember 1971 in die heutige Stadt Erkelenz eingemeindet.

### Umsiedlung
Seit 2006 wurde Borschemich aufgrund der Ausdehnung des Tagebaus Garzweiler umgesiedelt. Borschemich (neu) befindet sich im Norden der Erkelenzer Kernstadt. Der Abriss von Borschemich begann 2012 und wurde im Frühjahr 2017 abgeschlossen. Die Kirche St. Martinus wurde im November 2014 profaniert. Im Dezember 2015 wurde Haus Paland abgerissen. Am 27. Februar 2016 kamen Borschemicher Bürger zusammen und fällten die historische Dorflinde, damit kein Fremder Hand an das trutzige Wahrzeichen des Dorfes legen konnte.

### Schulgeschichte
Borschemich besaß bis 1968 eine eigene Schule. Die Anfänge gehen auf eine Küsterschule am Anfang des 18. Jahrhunderts in einem Fachwerkhaus neben der Kirche zurück. Als 1828 das Dorf den ersten ausgebildeten Elementarschullehrer zugewiesen bekam, bot die Schule das „Bild der völligen Verwahrlosung“. So wurde 1836 ein neuer Schulsaal an das Küsterhaus angebaut, dem 1850 ein zweiter Schulsaal und eine Lehrerwohnung folgten. In dieser Form bestand die Schule in der Nähe der Kirche bis 1939, als eine neu errichtete Schule in der Nähe des Hauses Paland errichtet wurde. Dieses Gebäude wurde bis zur Schließung der Schule 1968 als Schule genutzt. Die Grundschüler besuchten die Grundschule in Keyenberg, die weiterführenden Schulen werden überwiegend in Erkelenz besucht. Das ehemalige Schulgebäude diente zusammen mit einem 1972 errichteten weiteren Anbau als Mehrzweckhalle für viele Veranstaltungen der Ortsvereine.

### Religion

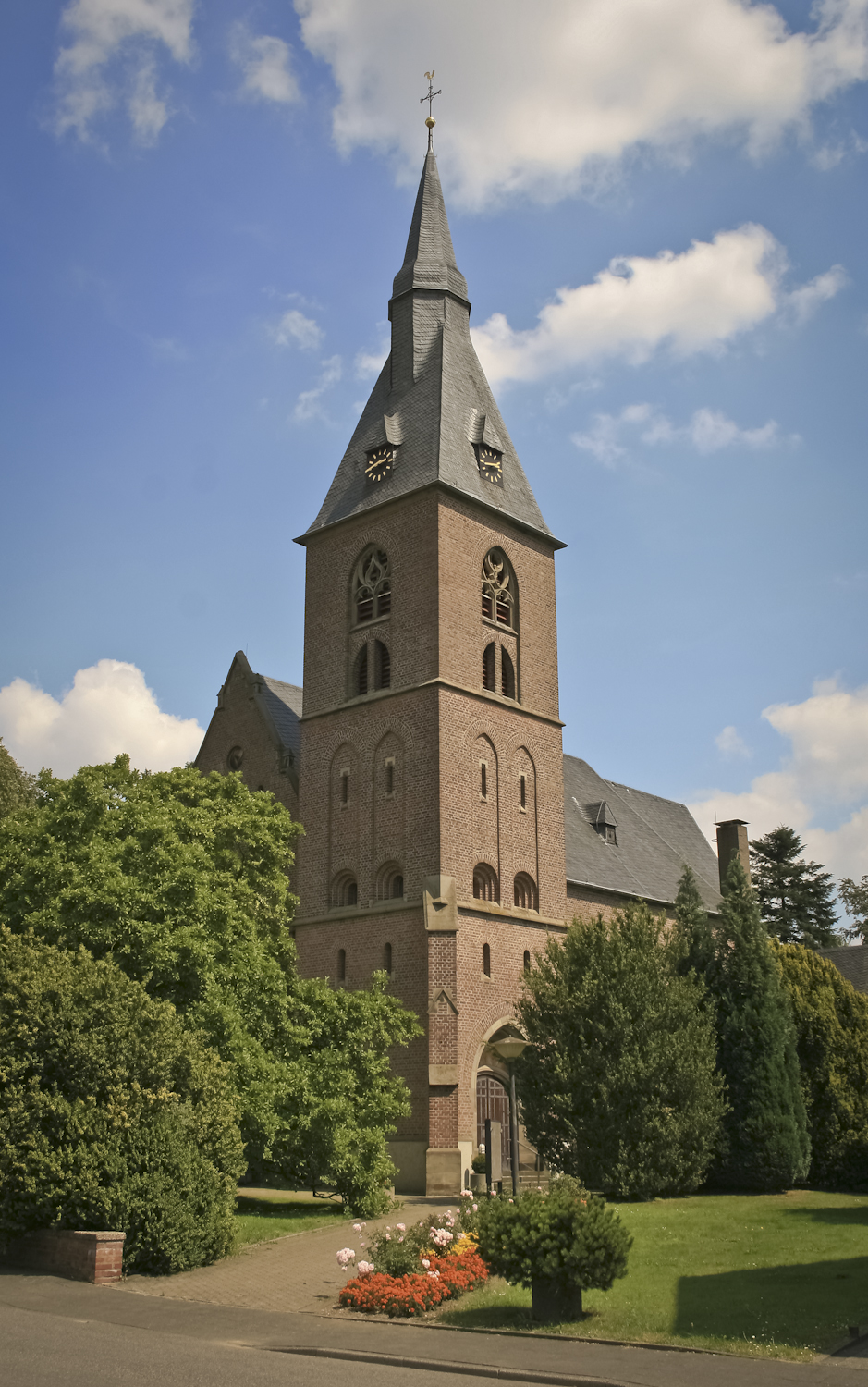
Sankt Martinus

Im 12. Jahrhundert wurde der romanische Turm der Kirche erbaut, diese war eine der ältesten Kirchen im Erkelenzer Land. Urkundlich wurde sie aber erst 1423 erwähnt. Einen Hinweis auf das Alter gibt auch das Patrozinium der Kirche, ist sie doch dem heiligen Martin, dem Nationalheiligen der Franken, geweiht. Ein Friedhof wurde schon 1300 in einer Urkunde überliefert. Anders als im benachbarten Otzenrath konnte die Reformation in Borschemich nicht Fuß fassen und der Ort blieb überwiegend katholisch. Erst 1804 wurde Borschemich selbständige Pfarre, vorher hatte der Ort als Filialkirche zur katholischen Pfarre Keyenberg gehört. Am 1. März 1804 erließ der erste Aachener Bischof Berdolet ein Dekret der neuen Pfarrumschreibung, durch welches auch Borschemich selbständige Pfarrei wurde. Nach über 200 Jahren der Selbständigkeit wurde die Pfarre St. Martinus Borschemich mit Ablauf des 31. Dezember 2008 aufgelöst durch Zusammenschluss mit der Pfarre St. Lambertus Erkelenz. Die bisherigen beiden kirchlichen Gremien Kirchenvorstand und Pfarrgemeinderat wurden durch den sogenannten Kapellenvorstand ersetzt. Die bisherige Pfarre St. Martinus Borschemich ist daher seit dem 1. Januar 2009 Kapellengemeinde der Pfarre St. Lambertus Erkelenz.
Die Kirche wurde, da sie zu klein geworden war, 1906/07 nach einem Entwurf des Kölner Diözesanbaumeisters Heinrich Renard (1868–1928) an anderer Stelle neu erbaut. 2016 wurde die Kirche abgerissen.
Schwestern vom Orden der Cellitinnen aus Düren betrieben von 1918 bis 1981 im Ort ein Kinderhaus.

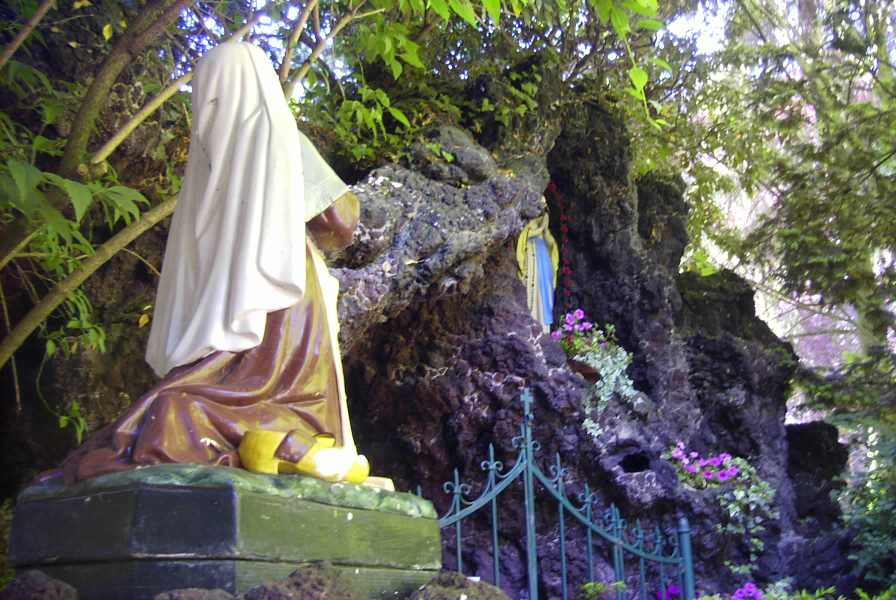
Borschemicher „Lourdesgrotte“

In der Zeit seit der Erhebung zur selbständigen Pfarre waren folgende Seelsorger im Ort tätig:
- 1804 bis 1837 Simon Schmitz
- 1837 bis 1885 Michael Dapper
- 1887 bis 1893 Sebastian Klein
- 1893 bis 1912 Karl Anton Weisheim
- 1912 bis 1914 Peter Keusen
- 1914 bis 1920 Ferdinand Küppers
- 1920 bis 1947 Johann Josef Aretz
- 1947 bis 1978 Bruno Masch
- 1979 bis 1993 Günter Meis
- 1993 bis 2002 Ulrich Lühring

### Bevölkerungsentwicklung
Einwohnerzahlen der Ortschaft Borschemich:
| Jahr | Ew  |
| ---- | --- |
| 1767 | 350 |
| 1817 | 599 |
| 1849 | 629 |
| 1871 | 679 |
| 1895 | 589 |
| 1926 | 593 |
| 1939 | 615 |
| 1961 | 734 |
| 1970 | 760 |

Einwohnerzahlenentwicklung durch die Umsiedlung
| Jahr      | Ew  |
| --------- | --- |
| 2007      | 518 |
| 2008      | 442 |
| 2009      | 352 |
| 2010      | 247 |
| 2011      | 189 |
| 2012      | 132 |
| 2013      | 088 |
| 2014      | 053 |
| 2015      | 011 |
| Ende 2016 | 024 |
| Dez, 2017 | 000 |

## Kultur und Sehenswürdigkeiten

### Sehenswürdigkeiten

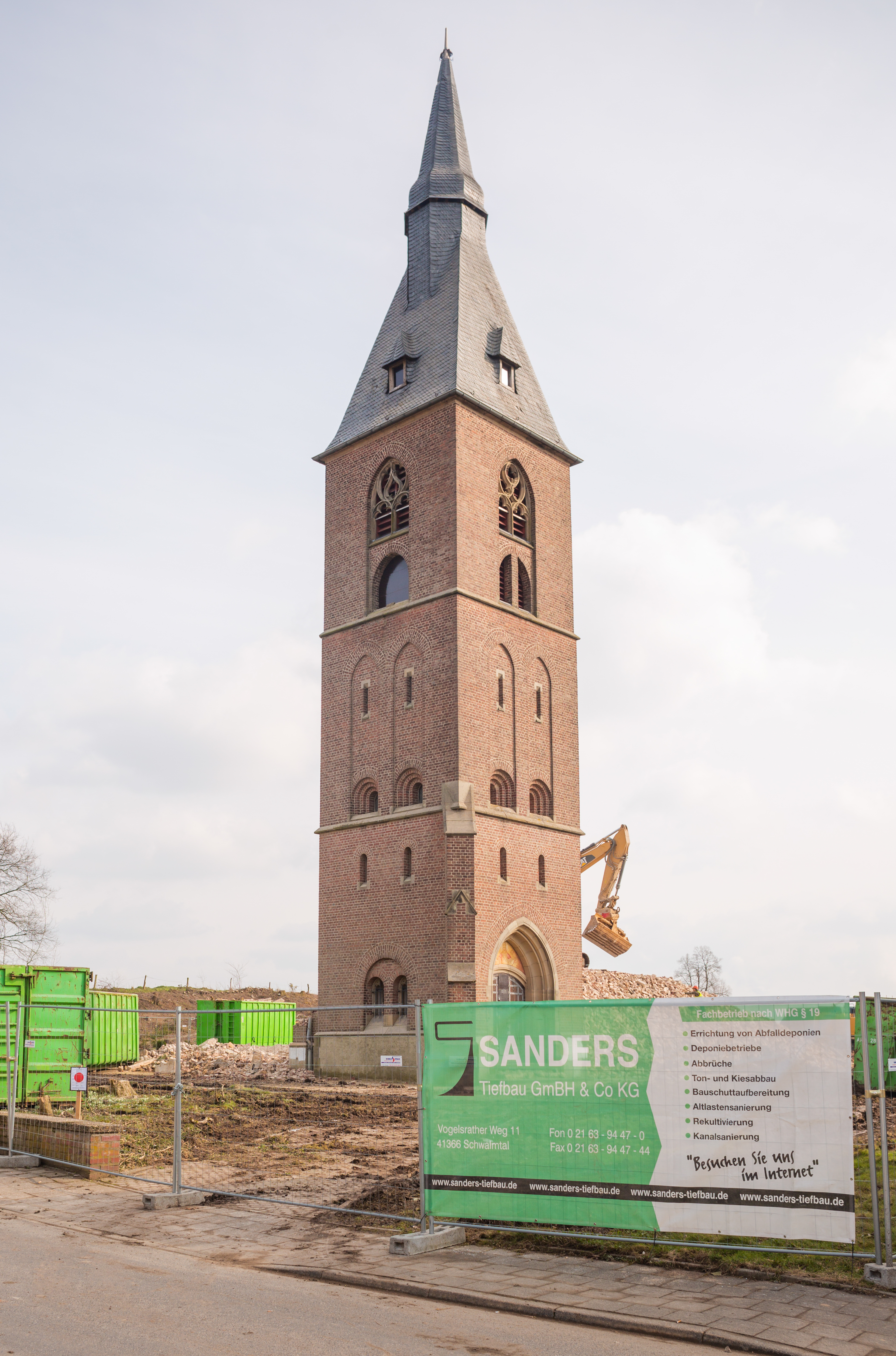
Abriss der Kirche St. Martinus, Februar 2016

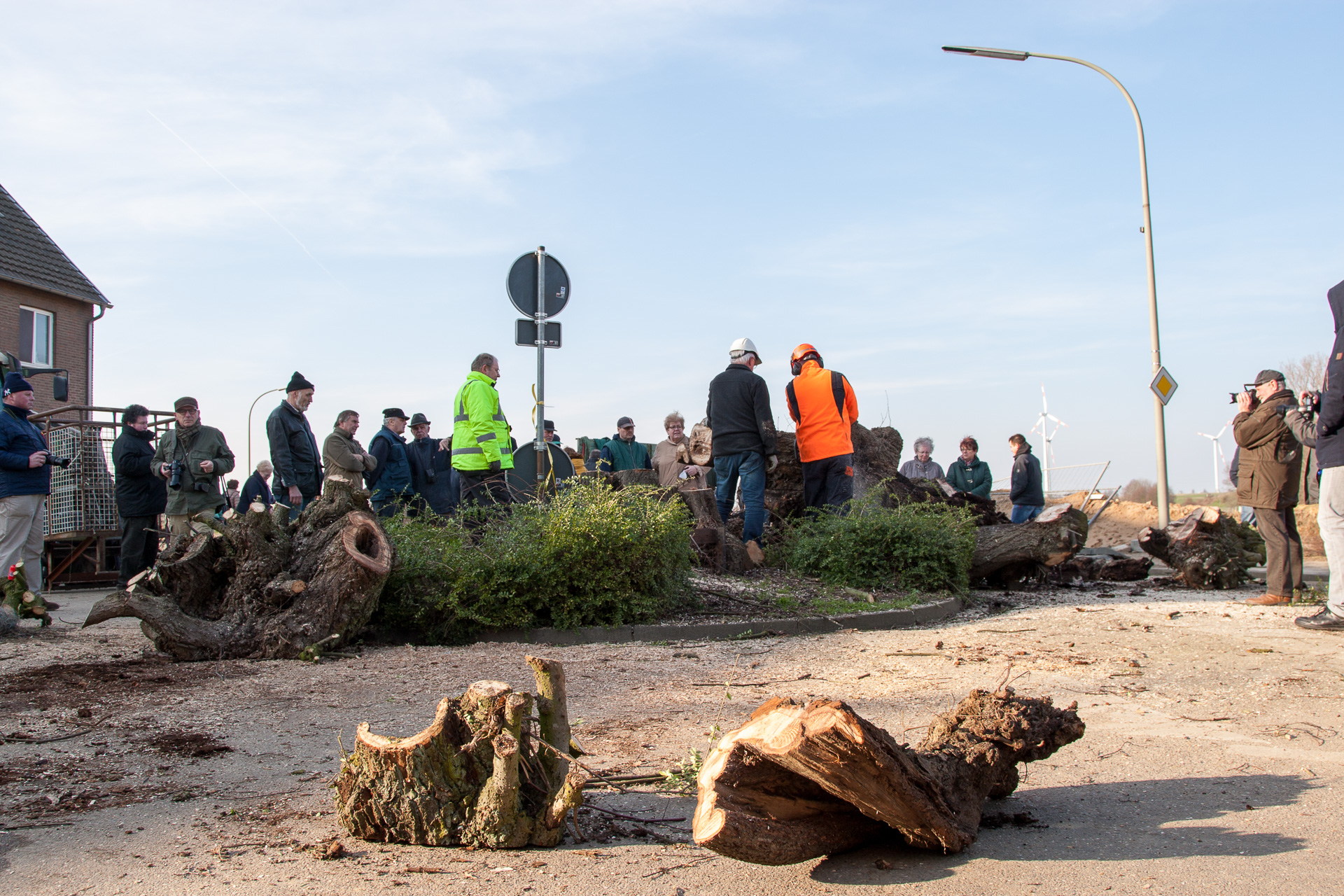
Dorfbewohner fällen die Linde

- Die Borschemicher Linde am Ortseingang (1689 gepflanzt und 2016 gefällt)
- Haus Borschemich, auch Haus Paland genannt. Das Gebäude war ein ehemaliges Wasserschloss, bestehend aus einer Vorburg und einem Haupthaus. Das Grabensystem wurde früher von der Köhm gespeist. Ein Teil der Gräben war bis zum Abriss im Dezember 2015 noch erhalten.[6]
- Die Pfarrkirche St. Martinus, 1906/07 erbaut, abgerissen im Februar 2016[7]
- kirchliche Parkanlage zwischen Pfarrkirche und Haus Paland. Im Park fanden sich eine 1921 errichtete „Lourdesgrotte“, eine Kreuzigungsgruppe als Grotte am Kalvarienberg, ein St.-Martinus-Denkmal aus dem Jahr 1936 anlässlich des 300-jährigen Bestehens der Bruderschaft, sowie ein Ehrenmal, Kriegergedächtnisgrotte an der Kirche, errichtet 1922, neugestaltet 1954
- neue St.-Martinus-Figur an der Dorflinde
- St. Josefskloster aus dem Jahr 1688, später Jugendhaus des Bistums Aachen, geleitet von der Deutschen Pfadfinderschaft St. Georg
- diverse alte Wegekreuze an den Ortsstraßen (Kreuze Heyers, Dappen, Beeck)
- alte Grabsteine am Aufgang zum Friedhof und auf dem Friedhof, Kreuzwegstationen auf dem Friedhof
- alte Fußfälle in den Kirchenanlagen
- Pfarrhaus aus dem Jahre 1839

### Vereine
- Karnevalsgesellschaft „Rasselbande Borschemich“, gegründet 1972
- Musikverein Borschemich e. V., gegründet 1926 (ruhend seit 30. März 2007)
- St. Martinus Schützenbruderschaft Borschemich e. V., gegründet 1636
- Kirchenchor Cäcilia, gegründet 1848
- Freiwillige Feuerwehr Erkelenz, Löschgruppe Borschemich, gegründet 1904
- TUS 09, Turn- u. Spielverein 09 e. V., gegründet 1909 (z. Zt. ruhend)
- bis 31. Dezember 2008: kirchliche Gremien (Kirchenvorstand und Pfarrgemeinderat), seit 1. Januar 2009: Kapellenvorstand
- Bürgerbeirat (Umsiedlung des Ortes durch den Tagebau Garzweiler II)
- Rock'n-Roll-, Boogie-Woogie- und Disco-Fox-Club „Tigerfeet e. V.“ (auswärtiger Verein, der sich regelmäßig im Ort traf)

### Regelmäßige Veranstaltungen
- Schützenfest am Dreifaltigkeitssonntag, dem 1. Wochenende nach Pfingsten (Frühkirmes)
- Pfarrpatrozinium im November (Spätkirmes)

## Wirtschaft, Infrastruktur und Verkehr

### Wirtschaft
Statz Bekleidungswerke hatten in Borschemich ihren Ursprung. Boss Raumgestaltung ist vor mehr als 100 Jahren aus einer Schreinerei hervorgegangen. Mehrere Gartenbaubetriebe lagen am Ortsrand. Von einst 25 Landwirten wirtschafteten 2006 noch drei. Das Gestüt Arab el Haira betrieb bis 2010 die Pferdezucht von Vollblutarabern. Von der Risch-Gruppe, die mit einer Baumaterialienhandlung in Essen von Carl Risch im 19. Jahrhundert begründet wurde, gab es ein Baustoffwerk mit Kiesgruben.

### Infrastruktur
- Freiwillige Feuerwehr Erkelenz, Löschgruppe Borschemich, gegründet 1904
- Mehrzweckhalle Borschemich
- Sportplatz „Alter Kirchweg“
- Bolzplatz Von-Paland-Str.
- Raiffeisenbank Erkelenz e.G. (Niederlassung, ehemalige Hauptstelle der Raiffeisenbank von 1894 e.G.)

### Verkehr

#### Bahn
Die nächstgelegenen Bahnhöfe befinden sich in Jüchen-Hochneukirch und Mönchengladbach-Herrath, die beide ca. 6 Kilometer von Borschemich entfernt sind.

#### Bus
Die Stadtbuslinie EK 3 (Erkelenz–Keyenberg) fuhr Borschemich an.

#### Straßen
Westlich von Borschemich verlief die A 61. Im Norden Borschemichs befindet sich die Anschlussstelle MG-Wanlo. Anfang September 2018 wurde der Autobahnabschnitt zwischen der Anschlussstelle Wanlo und dem Autobahndreieck Jackerath gesperrt und wird künftig vom Tagebau in Anspruch genommen. Er wird durch den Abschnitt der A 46 von Dreieck Wanlo zum Autobahnkreuz Holz und der A 44 von Holz nach Jackerath ersetzt.
Die Straßennamen in Borschemich lauteten: Alter Kirchweg, Am Schwarzen Berg, Glockengasse, Hochneukircher Weg, Im Palandsfeld, Immerather Straße, Keyenberger Straße, Linde Borschemich, Marienstiftstraße, Otzenrather Straße, Sankt-Martinus-Straße, Schöffenstraße, Spenrather Weg, Von-Birsmich-Weg, Von-Paland-Straße.